# Bukowina Sycowska (przystanek kolejowy)
Bukowina Sycowska − przystanek osobowy, niegdyś stacja kolejowa w Bukowinie Sycowskiej, w Polsce, w województwie dolnośląskim, w powiecie oleśnickim, w gminie Międzybórz. Stacja została otwarta w dniu 1 października 1910 roku. Położona jest na linii kolejowej z Ostrowa Wielkopolskiego do Grabowna Wielkiego.

## Ruch pasażerski
| Rok  | Wymiana pasażerska na dobę |
| ---- | -------------------------- |
| 2017 | 10-19                      |
| 2022 | 20-49                      |